# Gérson dos Santos
Gérson dos Santos (Belo Horizonte, 14 juli 1922 - 2002) was een Braziliaanse voetballer.

## Biografie
Dos Santos speelde bijna zijn hele carrière voor Botafogo. In 1948 won hij met de club het Campeonato Carioca en in 1951 het Torneio Municipal. Hij beëindigde zijn carrière bij Cruzeiro in 1956.
Hij speelde ook enkele wedstrijden voor het nationale elftal. De eerste keer op 16 april 1952 op het Pan-Amerikaans voetbalkampioenschap 1952 dat Brazilië ook won, hij speelde in de wedstrijd tegen Uruguay. In 1954 speelde hij zijn laatste interland tegen Paraguay in de kwalificatie voor het WK.